# Упалі ангели (фільм, 1995)
«Упалі ангели» (кит.: 墮落天使; англ. Fallen Angels) — кінофільм гонконгського режисера Вонга Карвая, знятий 1995 року.

## Сюжет
Сюжет фільму, як і попередня стрічка Вонга Карвая «Чунцінський експрес», складається з двох основних сюжетних ліній. Вони мало пов'язані між собою, проте сюрреалістично перетинаються в нічному Гонконзі та демонструють і досліджують його темну сторону. 
Перша історія розповідає про кілера на ім’я Вонг Чжімін (Леон Лай) і його партнера-дівчину, яка замітає всі його сліди. За декілька років співпраці вони не бачилися жодного разу, але добре вивчили поведінкові звички та психологію одне одного, в результаті чого між ними виник особливий зв'язок. 
Друга історія розповідає про мовчазного хлопця Хе. Для роботи він вночі вривається у чужі підприємства і продає їхні товари та послуги; крім того, Хе весь час випадково зустрічається з тією самою дівчиною Чарлі, яка переживає драму в особистому житті.

## Акторський склад
- Леон Лай — Хуан Чжімін (Вонг Цзимінг) / кілер
- Мішель Рейс — партнер кілера
- Такесі Канесіро — Хе Чжіу
- Чарлі Ян — Чарлі / Вишенька
- Карен Мок — Блонді
- Чень Хуейхун (Чхань Файхунг) — людина, яку змусили з'їсти морозиво
- Чень Ваньлей (Чхань Маньлей) — батько Хе Чжіу
- Тору Сайто — Сато
- Цзян Даохай (Гонг Доухой) — Ахой
- Гуань Ліна (Гвань Лейна) — жінка, яку змусили купити овочі
- У Юйхао (Нг Юкхоу) — людина, яку змусили випрати одяг

## Касові збори
Під час прокату у Гонконзі стрічка заробила 7 476 025 гонконгських доларів.
У США фільм зібрав 0,2 млн доларів США.

## Нагороди
- 1995 — дві премії «Золотий кінь»: найкраща робота художника (Вільям Чжан), найкраща оригінальна пісня[5].

- 1996 — три нагороди Гонконзької кінопремії: найкраща актриса другого плану (Карен Мок), найкраща операторська робота (Крістофер Дойл), найкраща музика (Френкі Чень, Роель Гарсія), — та шість номінацій: найкращий фільм (Джеффрі Лю), найкращий режисер (Вонг Карвай), найкращий новий актор (Чень Ваньлей), найкраща робота художника (Вільям Чжан), найкращі костюми та грим (Вільям Чжан), найкращий монтаж (Вільям Чжан, Хуан Мінлінь (Вонг Мінглам))[5].